# دونالد سنايدر
دونالد سنايدر هو سياسي أمريكي، ولد في 24 ديسمبر 1951 في ألينتاون في الولايات المتحدة. نشط حزبياً في الحزب الجمهوري. وقد انتخب عضو مجلس نواب بنسيلفانيا ‏.